# Martin Weiss (Diplomat)

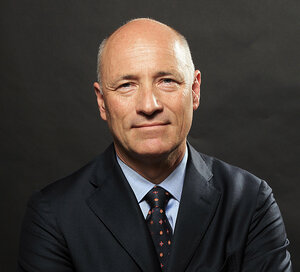
Martin Weiss (2021)

Martin Weiss (* 31. Dezember 1962 in Innsbruck) ist ein österreichischer Diplomat und ehemaliger Botschafter der Republik Österreich in den Vereinigten Staaten. Seit 1. August 2022 ist Weiss Präsident und CEO des Salzburg Global Seminar mit Sitz in Salzburg und Washington, D.C.

## Ausbildung
Martin Weiss besuchte das Akademische Gymnasium Salzburg, wo er im Jahr 1981 maturierte. Anschließend begann er das Studium der Rechtswissenschaften an den Universitäten Graz und Wien. 1986 erfolgte die Sponsion zum Magister iuris (Mag. iur.) an der Juristischen Fakultät der Universität Wien. An dieser war er in den darauffolgenden zwei Jahren auch als Assistent am Institut für Staats- und Verwaltungsrecht bei den Professoren Heinz Mayer und Robert Walter tätig. 1988 wechselte Weiss studienbedingt seinen Wohnort und zog für ein Jahr in die Vereinigten Staaten von Amerika, wo er die School of Law an der University of Virginia in Charlottesville besuchte. Er erlangte an dieser Universität im Jahr 1989 einen Master of Laws (LL.M.).

## Beruflicher Lebenslauf
Im Jahr 1990 trat Martin Weiss erstmals in den Dienst des österreichischen Außenministeriums in dessen Asien- und Amerikaabteilung ein. 1991 wurde er zum Attaché für Menschenrechtsfragen bei der Ständigen Vertretung Österreichs bei den Vereinten Nationen in New York City berufen. Von 1991 bis 1992 war er wiederum im Außenministerium tätig und arbeitete in dessen Generaldirektion. Im Jahr 1992 wurde Weiss im Dienst des Außenministeriums karenziert und unterstützte während dieser Zeit seinen Diplomatenkollegen Thomas Klestil bei der Vorbereitung für dessen – letztlich erfolgreiche – Kandidatur bei der Wahl zum österreichischen Bundespräsidenten. 1993 kehrte er wieder in den diplomatischen Dienst zurück und wurde Botschaftssekretär für politische Angelegenheiten bei der österreichischen Botschaft in Washington, D.C.
1994 wurde Martin Weiss abermals im Außenministerium karenziert und leitete in dieser Zeit das Büro von Walter Wolfsberger in der österreichischen Industriellenvereinigung zur Vorbereitung der Volksabstimmung in Österreich über den Beitritt zur Europäischen Union. Von 1995 bis 1997 war er in der Folge im Kabinett des Wirtschaftsministers der Republik Österreich (während der Amtszeit von Johannes Ditz und Johann Farnleitner) dessen außenpolitischer Berater. 1997 kehrte er an die österreichische Botschaft in Washington, D.C. zurück und wurde dort Botschaftsrat mit Zuständigkeit für Public Diplomacy. Im Jahr 2000 wurde Weiss mit der Leitung des Österreichischen Presse- und Informationsdienstes in Washington, D.C. betraut und ein Jahr später zurück in Österreich zum Leiter der Presse- und Informationsabteilung des Außenministeriums sowie zum Sprecher desselben ernannt.
Das Jahr 2004 brachte für Martin Weiss abermals einen Wechsel des Beschäftigungsorts mit sich, als er zum österreichischen Generalkonsul in Los Angeles bestellt wurde. 2009 wurde er zum österreichischen Botschafter in Zypern ernannt. Im Jahr 2012 kehrte Weiss nach Österreich zurück, um erneut die Leitung der Presse- und Informationsabteilung im Außenministerium zu übernehmen. Seine nächste diplomatische Station führte Martin Weiss im November 2015 nach Israel, wo er den Posten des österreichischen Botschafters in Israel von seinem Amtsvorgänger Franz Josef Kuglitsch übernahm. Ende Jänner 2019 wurde bekanntgegeben, dass die österreichische Bundesregierung Martin Weiss als Botschafter in die Vereinigten Staaten zur dortigen Botschaft in Washington, D.C. entsandte. Er löste damit den bisherigen Botschafter der Republik Österreich in den Vereinigten Staaten, Wolfgang Waldner ab. Seine Akkreditierung im US-Außenministerium übergab Martin Weiss am 7. November 2019, am 6. Jänner 2020 überreichte er sein Beglaubigungsschreiben an den Präsidenten der Vereinigten Staaten, Donald Trump.
Seit 1. August 2022 ist Weiss Präsident und CEO des Salzburg Global Seminar mit Sitz in Salzburg und Washington, D.C.

## Privatleben
Martin Weiss ist verheiratet und Vater von zwei Kindern.